# Sarcidano

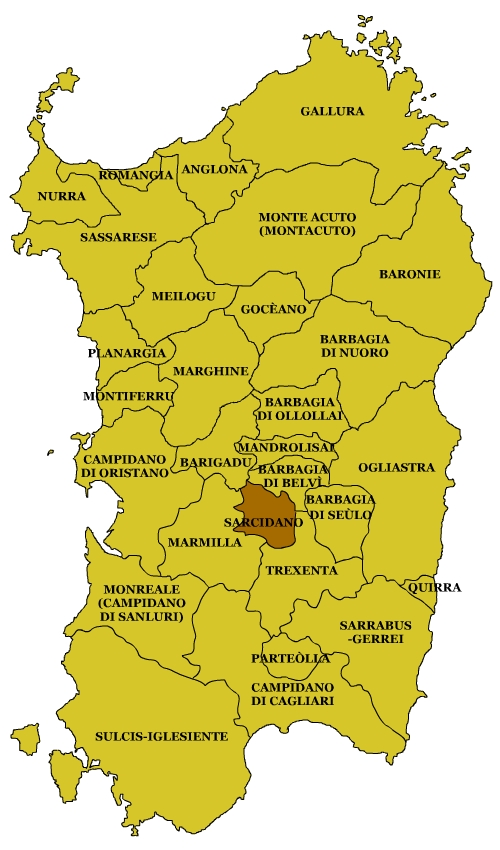
Sarcidano

Das Sarcidano ist eine Hochebene im Zentrum von Sardinien. Sie liegt zwischen dem Campidano, der Marmilla und der Barbagia. Die größten Orte sind Laconi im Norden, Escalaplano im Osten und Isili im Süden. In der Region liegen die großen Talsperren Lago del Flumendosa, Lago del Mulargia und der kleinere Riu San Sebastiano. Die Giara di Gesturi liegt im Westen, an der Grenze zur Marmilla. 

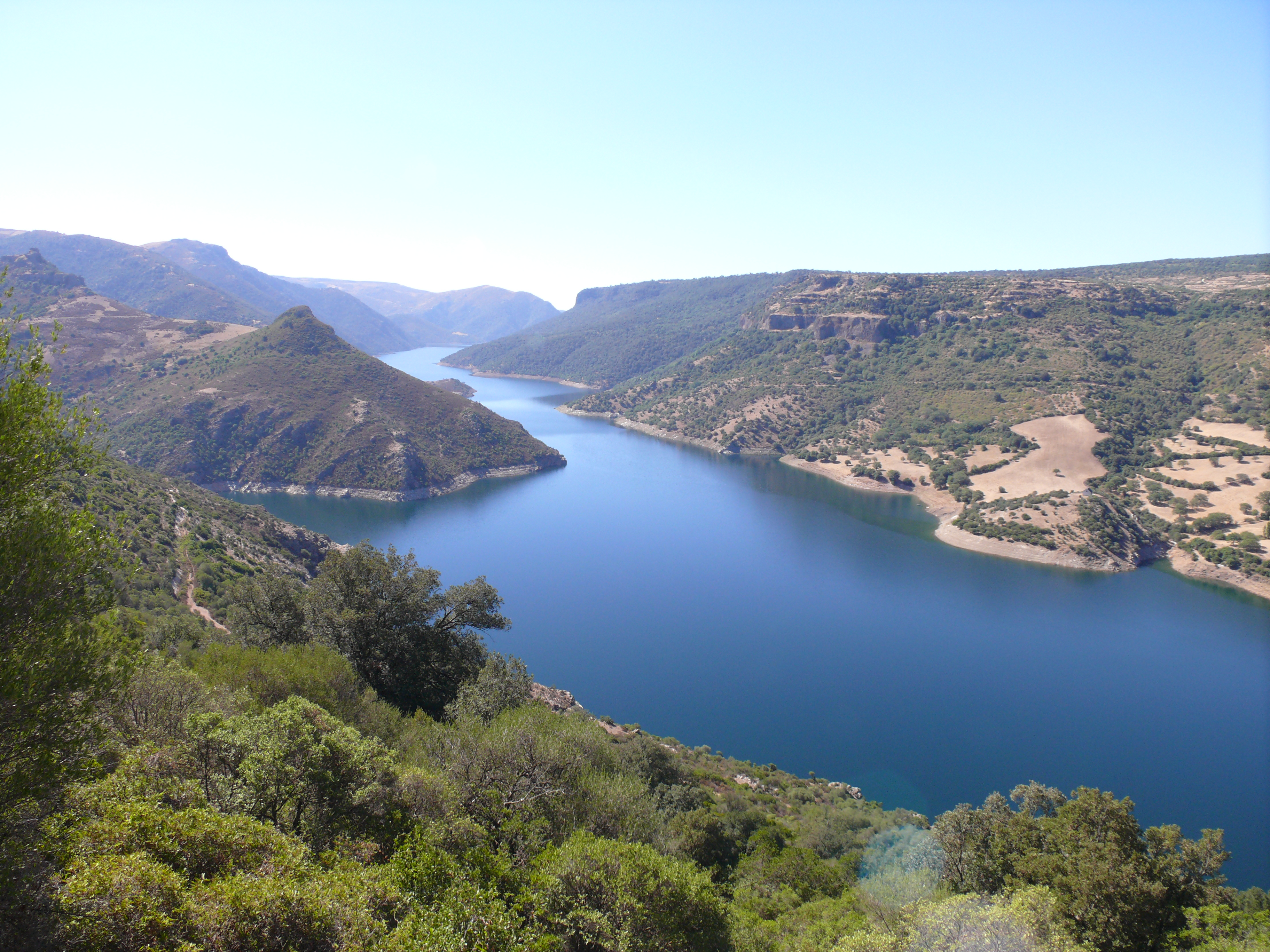
Lago del Flumendosa

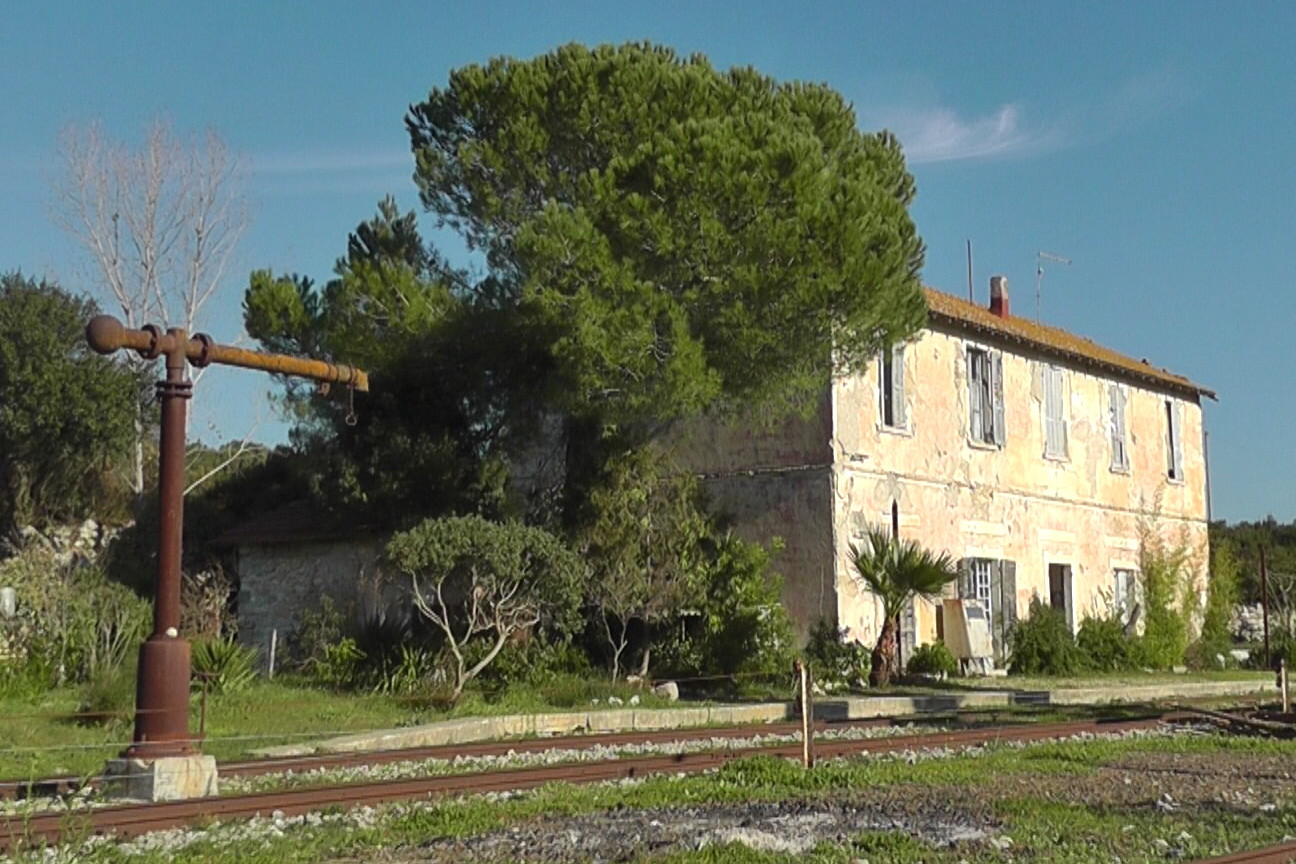
Bahnhof

Im Sarcidano gibt es zahlreichen archäologischen Fundstellen, wie das Brunnenheiligtum Santa Vittoria und die Nuraghen (Arrubiu und Is Paras). In Nurri und Orroli werden Mühlsteine aus lokalen Basalt hergestellt.
Der Bahnhof Sarcidano liegt an der Schmalspur-Bahnstrecke Isili–Sorgono. Er wird in den Sommermonaten vom Trenino Verde angefahren.
Die halbwilden Sarcidano-Pferde auf dem Altopiano del Sarcidano in der Provinz Oristano gehören zu den 15 indigenen Pferde-"Rassen von beschränkter Verbreitung", die von der AIA erkannt sind.